# Большеникольск (Седельниковский район)
Большеникольск — упразднённая деревня в Седельниковском районе Омской области. Входила в состав Евлантьевского сельского поселения. Исключена из учётных данных в 2008 г.

## География
Располагалась на левом берегу реки Пятая, в 3,5 км к югу от деревни Тамбовка.

## История
Основана в 1988 г. В 1928 году деревня Больше-Никольское состояла из 53 хозяйств. В административном отношении входила в состав Тамбовского сельсовета Седельниковского района Тарского округа Сибирского края.

## Население
По переписи 1926 г. в деревне проживало 254 человека (108 мужчин и 146 женщин), основное население — белоруссы.
Согласно результатам переписи 2002 года в деревне отсутствовало постоянное население.